# Sminthurus eiseni
Sminthurus eiseni är en urinsektsart som beskrevs av Heinrich Wilhelm Schott 1891. Sminthurus eiseni ingår i släktet Sminthurus och familjen Sminthuridae. Inga underarter finns listade i Catalogue of Life.